# Hitzhofen
Hitzhofen (baw. Hitzhofa) – miejscowość i gmina w Niemczech, w kraju związkowym Bawaria, w rejencji Górna Bawaria, w regionie Ingolstadt, w powiecie Eichstätt. Leży na terenie Parku Natury Altmühltal, w Jurze Frankońskiej, około 10 km na południowy wschód od Eichstätt.

## Dzielnice
W skład gminy wchodzą trzy dzielnice:
- Hitzhofen
- Hofstetten
- Oberzell

## Demografia
| Rok  | Liczba mieszk. |
| ---- | -------------- |
| 1970 | 1 467          |
| 1987 | 1 892          |
| 2000 | 2 496          |
| 2005 | 2 745          |

### Struktura wiekowa
Dane o ludności z 31 grudnia 2008:
| Opis                                | Ogółem | Ogółem | Kobiety | Kobiety | Mężczyźni | Mężczyźni |
| ----------------------------------- | ------ | ------ | ------- | ------- | --------- | --------- |
| Jednostka                           | osób   | %      | osób    | %       | osób      | %         |
| Populacja                           | 2814   | 100    | 1374    | 48,83   | 1440      | 51,17     |
| Wiek przedprodukcyjny (0–17 lat)    | 641    | 22,78  | 302     | 10,73   | 339       | 12,05     |
| Wiek produkcyjny (18–65 lat)        | 1775   | 63,08  | 860     | 30,56   | 915       | 32,52     |
| Wiek poprodukcyjny (powyżej 65 lat) | 398    | 14,14  | 212     | 7,53    | 186       | 6,61      |

## Polityka
Wójtem od 1990 jest Andreas Dirr z CSU, rada gminy składa się z 14 osób.
|      | CSU | SPD | FW | UW | Razem |
| 2008 | 8   | 2   | 4  | –  | 14    |
| 2002 | 7   | 2   | 3  | 2  | 14    |

## Oświata
W gminie znajdują się dwa przedszkola oraz szkoła podstawowa (13 nauczycieli, 228 uczniów).